# Erik Fleming (konstnär)
Erik Herman Fleming, född 26 april 1894 i Stockholm, död där 14 november 1954, var en svensk friherre, konsthantverkare och silversmed. Han är far till silversmeden Lars Fleming.
Erik Fleming studerade vid Althins målarskola och fortsatte utbildningen i Berlin och München. Han studerade även maskinteknik.
Efter att ha återkommit till Sverige 1920 slog han om och öppnade en verkstad för guld- och silversmide, Atelier Borgila i Stockholm, som han drev fram till 1950, varefter den såldes till Boliden AB; år 1959 övertogs emellertid firman av sonen. Bland hans arbeten märks korpusarbeten i guld och silver. Mest berömd blev riksbröllopsgåvan till prins Gustav Adolf och prinsessan Sibylla 1933, innehållande 800 servisdelar i silver. 1947 blev han huvudlärare i metall vid Konstfackskolan. Han arbetade även som formgivare för GAB, Electrolux, AB Separator, Skultuna bruk och Facit AB.
Han är representerad på Nationalmuseum i Stockholm. Han var riddare av Vasaorden och riddare av Nordstjärneorden.